# Red Velvet Car
Red Velvet Car es un álbum de estudio de la banda estadounidense Heart, lanzado el 31 de agosto de 2010 por Legacy Recordings. Alcanzó la posición No. 10 en la lista Billboard 200. Contó con la participación de Geddy Lee (Rush) como músico invitado.

## Lista de canciones
| N.º | Título                     | Escritor(es)                            | Duración |  |
| 1.  | «There You Go»             | Ann Wilson, Nancy Wilson, Craig Bartock | 3:36     |  |
| 2.  | «WTF»                      | A. Wilson, N. Wilson, Bartock, Ben Mink | 3:26     |  |
| 3.  | «Red Velvet Car»           | A. Wilson, N. Wilson, Mink              | 2:59     |  |
| 4.  | «Queen City»               | A. Wilson, N. Wilson, Bartock           | 4:16     |  |
| 5.  | «Hey You»                  | N. Wilson, Mink                         | 4:13     |  |
| 6.  | «Wheels»                   | A. Wilson, N. Wilson, Sue Ennis, Mink   | 3:06     |  |
| 7.  | «Safronia's Mark»          | A. Wilson, N. Wilson, Bartock           | 4:03     |  |
| 8.  | «Death Valley»             | A. Wilson, N. Wilson, Mink              | 3:55     |  |
| 9.  | «Sunflower»                | N. Wilson, Mink                         | 3:42     |  |
| 10. | «Sand» (Lovemongers cover) | A. Wilson, N. Wilson, Ennis, Frank Cox  | 4:07     |  |

## Personal
- Ann Wilson - voz, flauta
- Nancy Wilson - guitarras, voz
- Ben Smith - batería
- Ben Mink - guitarras, teclados, producción
- Ric Markmann - bajo
- Craig Bartock - dobro